# Haka (miasto)
Haka (ang. Hakha) – miasto w Mjanmie, ośrodek administracyjny stanu Czin. W 2014 roku miasto liczyło 98 629 mieszkańców.